# Dienstbote

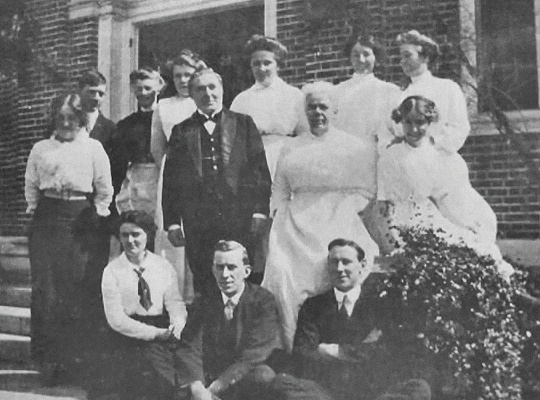
Hausangestellte in den Vereinigten Staaten im Jahr 1914

Ein Dienstbote (im 17. und 18. Jahrhundert auch Ehehalt) ist im weiteren Sinne eine ständig im Haushalt wohnende angestellte Hilfskraft für Arbeiten in der Haus- und Landwirtschaft. Im engeren Sinne ist es eine im Haushalt beschäftigte Arbeitskraft. Als Blütezeit des Dienstbotenwesens in Europa gilt das Lange 19. Jahrhundert. Für das frühe  20. Jahrhundert wird eine „Krise des Dienstbotenwesens“ konstatiert, weil Dienstboten in die aufkommende Hotellerie abwanderten. Für bürgerliche Haushalte war die Beschäftigung mindestens eines Dienstmädchens ein wesentliches Merkmal des eigenen Standes.
Dienstboten sind heute noch in Ländern weit verbreitet, die ein starkes Einkommensgefälle aufweisen und in denen sich die Beschäftigungssituation zwischen städtischen und ländlichen Regionen stark unterscheidet. Diese Erwerbsform ist mit Arbeitsmigration, Rücküberweisungen in die Herkunftsländer und mit Stufen von sozialer Abhängigkeit und Ausbeutung verbunden, etwa in regionalen Formen wie der Kafala. Im Dienstbotenwesen besteht ein weltweites Arbeitsvermittlungsnetz. Die staatliche Regulierung und gewerkschaftliche Organisation ist im internationalen Vergleich unterschiedlich stark entwickelt.

## Aufgaben

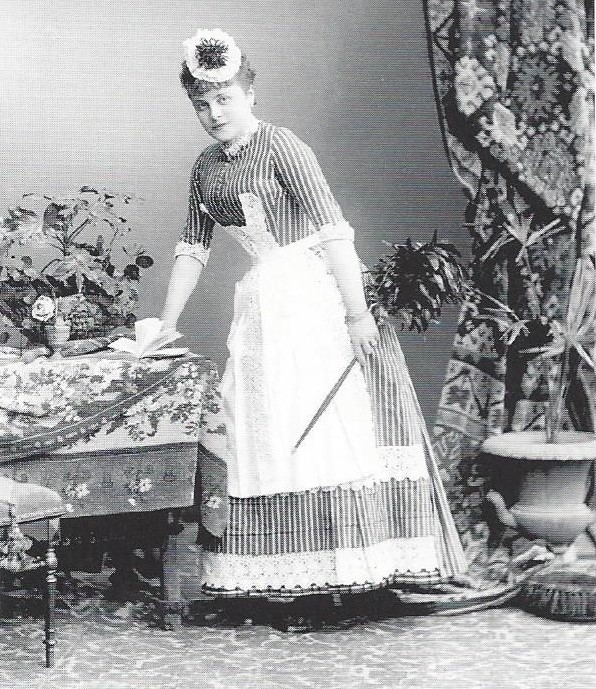
Dienstmädchen in Halle, leicht gebeugt am Tisch stehend mit Staubwedel, Studiofoto.

In Westeuropa waren Dienstboten typischerweise weiblich. Einer Umfrage zufolge waren im Jahr 1882 in Berlin 96,8 % der Dienstboten weiblichen Geschlechts. Die Beschäftigung männlicher Dienstboten war auf großbürgerliche und adelige Haushalte beschränkt, da diese einen höheren Lohn erhielten. Dienstmädchen gehörten zum typischen Dienstpersonal in gut situierten bürgerlichen, aber auch kleinbürgerlichen Haushalten. Darin unterschieden sich Dienstmädchen von Mägden – weiblichen Dienstboten, die die „niedereren“ und körperlich härteren Arbeiten, typischerweise in landwirtschaftlichen Betrieben durchführten („Scheuermagd“, „Kuhmagd“). Das klassische Dienstmädchen des 19. Jahrhunderts war für jegliche Hausarbeit zuständig. Die Arbeitszeit betrug bis über 16 Stunden täglich, die Kost und Unterkunft galten als karg. Für nicht dauerhaft beschäftigte Frauen war Ende des 19. Jahrhunderts der Begriff „Stundenmädchen“ geläufig; waren in einem Haushalt mehrere Dienstmädchen angestellt, so gab es „Zweitmädchen“, die zum Beispiel nicht kochten oder sich nicht um die Kinder kümmerten, sondern putzten, aufräumten, die Wäsche wuschen und nähten.

## Feminisierung und Verstädterung im 19. Jahrhundert
Mit der Industrialisierung setzte in Westeuropa zu Beginn des 19. Jahrhunderts ein starker Strukturwandel ein. Noch in den ersten zwei Jahrzehnten des 19. Jahrhunderts stellte das landwirtschaftlich-gewerbliche Gesinde die zahlenmäßige Übermacht. Durch die Industrialisierung entstanden Beschäftigungsmöglichkeiten, die es insbesondere der männlichen ländlichen Bevölkerung ermöglichte, Arbeit außerhalb der Landwirtschaft zu finden. Gleichzeitig gelangte ein städtisches Bildungs- und Besitzbürgertum bestehend aus Ärzten, Bankiers, Beamten, Pfarrern, Professoren, Anwälten und Unternehmern zu Wohlstand.
Dieser Schicht des Bürgertums erlaubten weder ihre Wohnsituation noch ihre finanziellen Ressourcen, ein mehrköpfiges Gesinde zu beherbergen und zu beschäftigen. Üblich wurde stattdessen die Beschäftigung von einem oder mehreren Dienstmädchen, die alle haushaltstypischen Arbeiten ausführten. In den 1880er Jahren waren in Europa zwischen 30 und 40 Prozent aller als erwerbstätig registrierten Frauen in privaten Haushalten tätig. Detaillierte Zahlen aus einzelnen europäischen Ländern bestätigen dies. So war 1851 jede dritte britische Frau im Alter zwischen fünfzehn und 24 Jahren als Dienstmädchen beschäftigt. Unabhängig vom Alter galt dies für mehr als jede sechste britische Frau. Insgesamt betrug der Anteil an Dienstboten unter der weiblichen Erwerbsbevölkerung 40 Prozent. Der Teil der Frauen, die dagegen mit Fabrikarbeit ihr Brot verdienten, lag im früh industrialisierten Großbritannien bereits 1851 etwas darüber. Um 1900 war der Anteil der Dienstboten nur geringfügig gefallen. Von den vier Millionen erwerbstätigen britischen Frauen arbeiteten rund anderthalb Millionen als Dienstboten.
Umgekehrt beschäftigten zwischen 1851 und 1871 von 100 britischen Haushalten je 35 einen Dienstboten und 25 hatten zwei. Einige der verbliebenen 40 Haushalte verfügten über mehr als zwei Dienstboten, der größte Teil jedoch keinen. Die Beschäftigung von Dienstboten war nicht notwendigerweise ein Indiz von Wohlhabenheit. Die Ende des 19. Jahrhunderts aufgewachsene britische Schauspielerin Sybil Thorndike, deren Vater Kanoniker an der Kathedrale von Rochester war, betonte in Interviews mehrfach, wie ärmlich ihre Kindheit und Jugend gewesen sei. Nichtsdestotrotz beschäftigte ihre Familie nicht weniger als vier Dienstboten. In E. M. Delafields überwiegend autobiografisch geprägten Roman Tagebuch einer Lady auf dem Lande, der das Leben einer britischen Familie der oberen Mittelschicht in den 1930er Jahren erzählt, wird trotz der finanziell angespannten Situation der Familie eine Köchin und ein Dienstmädchen beschäftigt sowie die Tochter des Hauses von einer französischen Gouvernante erzogen.
Die Historikerin Judith Flanders argumentiert auf Basis der verfügbaren Statistiken, dass konträr zur heutigen Vorstellung in zahlreichen bürgerlichen Haushalten des 19. Jahrhunderts Frauen, die der bürgerlichen Mittelschicht zuzurechnen waren, entweder gemeinsam mit ihrem Dienstmädchen die Hausarbeit leisteten beziehungsweise viele Bürgerfrauen ohne jegliche Hilfe auskommen mussten. Ratgeber um 1900 rieten tatsächlich Haushalten, die der unteren Mittelklasse zuzurechnen waren, von der Beschäftigung von Dienstboten ab. Für sinnvoller wurde es gehalten, wenn diese Haushalte gelegentlich für grobe Arbeiten Wäscherinnen und Zugehfrauen stundenweise beschäftigten. Nur die wohlhabendsten Haushalte konnten es sich erlauben, eine so große Zahl an Dienstboten zu beschäftigen, dass der weibliche Teil der Dienstherrschaft keinen Arbeitsanteil an der Hausarbeit übernahm.

## Herkunft und Vermittlung

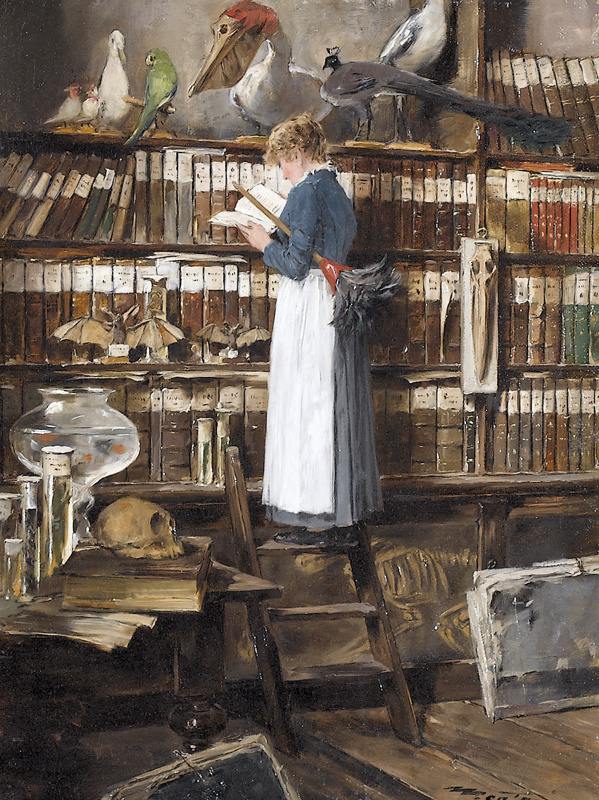
Edouard John Mentha: Lesendes Dienstmädchen in einer Bibliothek, Gemälde, ca. 1915

Ein Teil der Dienstmädchen und der männlichen Dienstboten waren Waisen. In Großbritannien stellte das Arbeits- und Waisenhaus die Quelle für die billigsten Haushaltshilfen dar. Allerdings hatten Kinder und Jugendliche, die in solchen Einrichtungen aufgewachsen waren, vor ihrer ersten Anstellung weder ein zeitgenössisches modernes Haus von innen gesehen noch waren sie mit Ausstattungen wie fließendem Wasser oder Gas vertraut. Die Historikerin Flanders weist darauf hin, dass gleiches allerdings auch für Mädchen aus der Arbeiterschicht galten, die ihre erste Stelle antraten.
Die meisten Dienstmädchen kamen vom Lande. Ihre Eltern waren typischerweise kleine Handwerker, Tagelöhner und Landarbeiter. Wuchsen sie in kinderreichen Familien auf, gehörte es häufig zu ihrer frühen Lebenserfahrung, Pflichten und Verantwortungen in der Familie wahrzunehmen. Der Wechsel einer Tochter einer solchen Familie in einen anderen Haushalt galt als akzeptable Weiterentwicklung. Es entsprach dem auch von vielen nicht-bürgerlichen Familien geteilten Rollenbild, das Frauen ein Betätigungsfeld nur innerhalb eines Haushalts beimaß. Fabriken, in denen Frauen im Verlauf des 19. Jahrhunderts zunehmend ebenfalls Beschäftigung fanden, galten nicht zuletzt beeinflusst von einer bürgerlichen Presse als Hort von Unmoral und Sittenlosigkeit.
Die Vermittlung von Stellen erfolgte häufig durch Verwandte oder Bekannte, die bereits Arbeit in einem städtischen Umfeld gefunden hatten und durch ihre Kontakte von Vakanzen im Umfeld ihrer eigenen Herrschaft wussten. Die Historikerin Budde weist jedoch auf eine Vermittlung durch Ortsgeistliche hin. Diese nutzten Kontakte zu städtischen Amtsbrüdern, um die Töchter aus ihrer Pfarrei in anständigen Familien unterzubringen. Arbeitgeber erhofften dadurch, auf diese Weise arbeitsame und vor allem tugendhafte Dienstmädchen vermittelt zu bekommen. Anzeigen waren ein weiterer Weg, eine geeignete Arbeitskraft zu finden. Sofern die Bewerberin bereits eine Stelle innegehabt hatte, musste sie ein Zeugnis vorlegen. Die meisten Ratgeber empfahlen jedoch, dass die erfahrene Dienstherrin sich nicht nur auf das geschriebene Wort verlasse. Stattdessen sollte diese die vorherige Dienststelle aufsuchen und sich im persönlichen Gespräch über den gesundheitlichen Zustand, Ehrlichkeit, Tugendhaftigkeit, Fähigkeiten und Kenntnisse der Bewerberin erkundigen.
In schlechtem Ruf standen dagegen die privaten Vermittlungsbüros, die im Laufe des 19. Jahrhunderts in größeren Städten aufkamen. Ab den 1860er Jahren wurden Wohltätigkeitsorganisationen in diesem Bereich aktiv. Besonders in Großbritannien gab es gegen Ende des 19. Jahrhunderts in zahlreichen Städten professionell geführte Registry Offices oder Servants Agencies, die sich um eine Zusammenführung geeigneter Dienstboten und Arbeitgeber bemühten. Einige dieser Agenturen erlangten Berühmtheit – Dienstboten galt es als Auszeichnung, in der Kartei einer solchen Agentur geführt zu werden.

## Arbeitsbedingungen

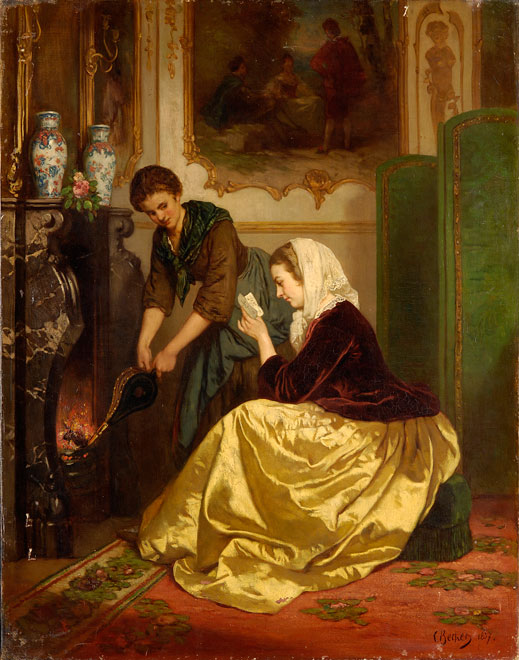
C. L. Becker: Das Neueste vom Liebsten. Im Hintergrund entfacht ein Dienstmädchen ein Kaminfeuer mit dem Blasebalg, gemalt

Sowohl der Arbeitsbeginn als auch das Arbeitsende wurde allein von der Dienstherrschaft festgelegt. Ein Dienstmädchen arbeitete gewöhnlich von sechs Uhr morgens bis zehn Uhr abends. War Waschtag, begann ihre Arbeit häufig morgens um drei oder vier Uhr. Das Ende des Arbeitstages war gleichfalls nicht sicher:

„Aufbleiben mußte man im Sommer sehr oft, wenn die Herrschaften im Garten saßen bis spät in die Nacht. Dann mußte man noch Gläser, Flaschen, Decken und sonst was in die Wohnung tragen. Auch bis Mitternacht hat man oft warten müssen, wenn die Herrschaften anderweitig eingeladen waren, da mußte man sehr aufpassen, wenn der Wagen hielt, damit die hohen Herrschaften nicht schließen oder klingeln mußten.“

Theoretisch standen einem britischen Dienstmädchen je eine halbe freie Stunde für Frühstück, Lunch und Tee sowie eine Stunde für die Abendmahlzeit zu. Außerdem sollte es am Nachmittag anderthalb Stunden mit Flickarbeiten verbringen, bei denen es sitzen und sich ausruhen konnte. Selbst unter solchen idealen Bedingungen leistete ein Dienstmädchen jedoch zwölf Stunden harte körperliche Arbeit. In einem kleinen Haushalt, der fließendes Wasser nur in der untersten Etage hatte, trug ein einzelnes Dienstmädchen rund drei Tonnen heißes Wasser die Treppen hinauf, um seine Arbeitgeber mit Waschwasser zu versorgen.
Zwölf Stunden Arbeitszeit waren zwei Stunden mehr, als eine Fabrikarbeiterin arbeitete, und vergleichbar mit der Arbeitszeit einer damaligen Verkäuferin. Dienstmädchen hatten auch nur selten am Sonntag frei – im besten Fall war ihre Arbeitslast etwas geringer. In Deutschland galt zwar der Sonntagsausgang alle 14 Tage als Gewohnheitsrecht der Dienstboten. Dieses Gewohnheitsrecht war jedoch nicht einklagbar und die Wünsche von Dienstboten hatten zurückzustehen, wenn die Anforderungen des Haushalts dies nicht möglich machten. Allerdings war es allgemein akzeptiert, dass Dienstmädchen den sonntäglichen Gottesdienst besuchen durften.
Dienstmädchen wechselten häufig ihren Arbeitgeber, gewöhnlich auf eigenen Wunsch. In Großbritannien verblieben Dienstboten durchschnittlich drei Jahre in einer Stelle. In Haushalten jedoch, die nur ein Dienstmädchen beschäftigten, war der Wechsel häufiger. Während der 32 Jahre, die Jane Carlyle in Cheyne Row lebte, beschäftigte sie beispielsweise 34 verschiedene Dienstboten. Insbesondere jüngere Dienstmädchen wechselten häufiger ihren Arbeitgeber, da sie auf Grund ihrer zunehmenden Erfahrung mit dem Stellenwechsel auch einen höheren Lohn erzielen konnten.
In der Habsburgermonarchie waren Arbeitszeiten von 16 Stunden üblich. Lohn, Kost und Logis waren gesetzlich nicht geregelt. 1920 brachten die ersten weiblichen Abgeordneten das Hausgehilfengesetz im österreichischen Parlament ein. Die Arbeitszeit wurde auf 13 Stunden begrenzt. Bestimmungen über den Mindestlohn, die Unterbringung und eine Kündigungsfrist von 14 Tagen wurden festgesetzt. In der Praxis änderte sich allerdings wenig. 1926 arbeiteten immer noch zwei Drittel der Wiener Dienstboten mehr als 13 Stunden am Tag.

## Sittlichkeit
Von Dienstmädchen wurde sexuell sittliches Verhalten erwartet und häufig ein gegenteiliges Verhalten unterstellt. Namentlich würden sie die Kinder ihrer Dienstherren sittlich gefährden. In Großbritannien erschienen sogenannte Conduct books. Im Frankreich des 19. Jahrhunderts waren bürgerliche Phantasievorstellungen über die sexuelle Freizügigkeit der Bonne verbreitet. Für Spanien im späten 19. Jahrhunderts nennt der Historiker Bartolomé Bennassar die Zahl von 60 % der aus ländlichen Familien stammenden Dienstmädchen, die vom Sohn des Hauses, dem sogenannten Señorito (Herrensöhnchen) verführt wurden. Bei Schwangerschaft wurden Dienstmädchen meist verstoßen. Sie wurden eine von 17.000 bis 34.000 Prostituierten allein in Madrid. Ab dem frühen 20. Jahrhundert entzogen sich viele Dienstmädchen der ungewollten Intimität in bürgerlichen Häusern durch einen Wechsel in die neu aufkommende Hotellerie der Grand Hotels.

## Entlohnung
Das Gehalt von Dienstmädchen bestand aus drei Komponenten: Lohn, Verpflegung und der Unterbringung im Haus ihres Arbeitgebers. Der Gegenwert von Verpflegung und Unterbringung überstieg dabei den Lohn deutlich. In London um das Jahr 1900 wurden die Kosten für ein Dienstmädchen mit etwa 60 bis 70 Pfund jährlich veranschlagt; davon entfiel etwa ein Drittel auf den Lohn, der Rest auf ihre Verpflegung und Unterbringung, aber auch Ausgaben für das Reinigen ihrer Schürzen, Hauben und Uniformen.

### Lohn

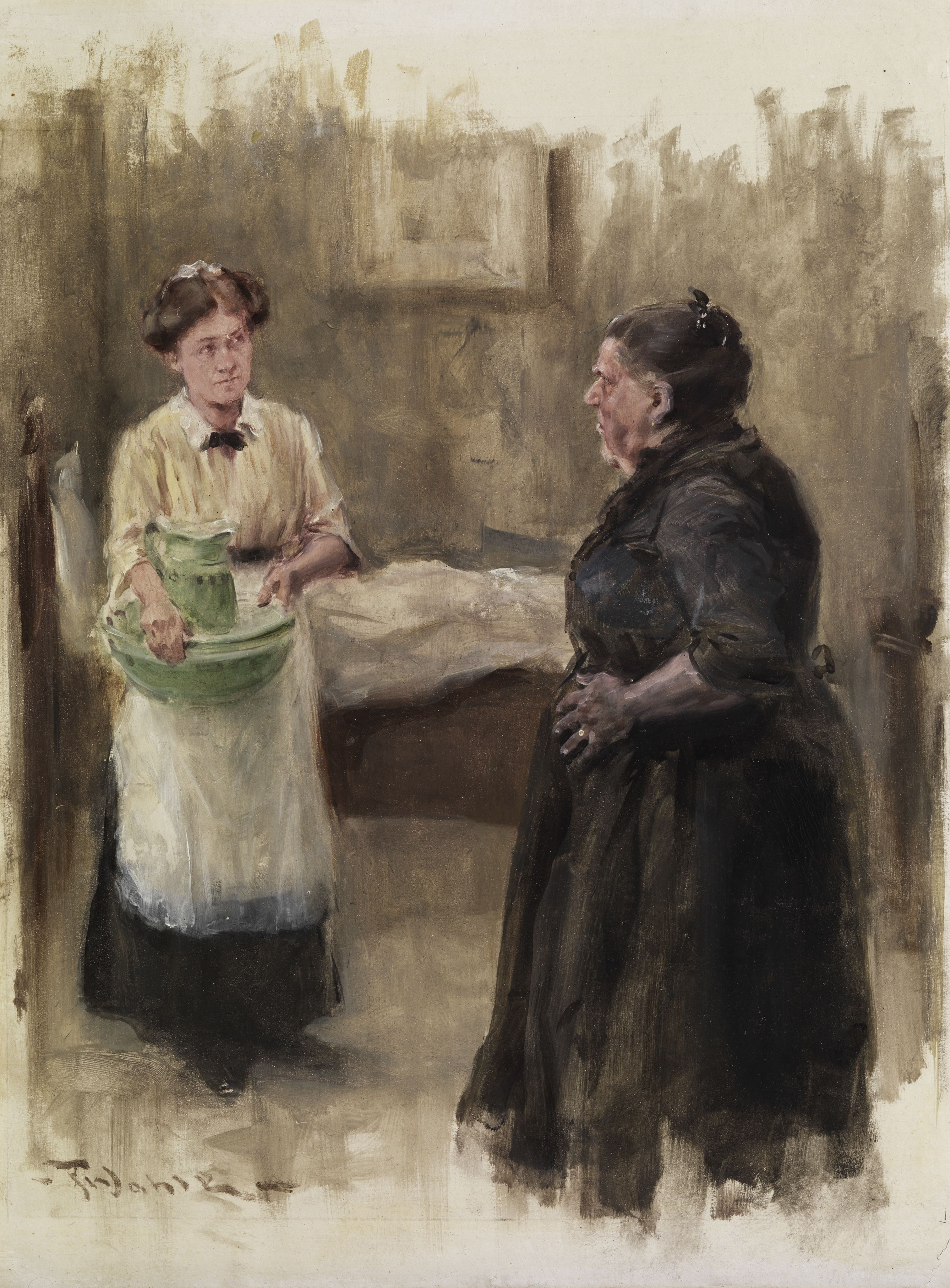
Friedrich Wahle: Das Dienstpersonal, Mädchen mit Wasserkrug und Waschschüssel, bis 1927, Öl

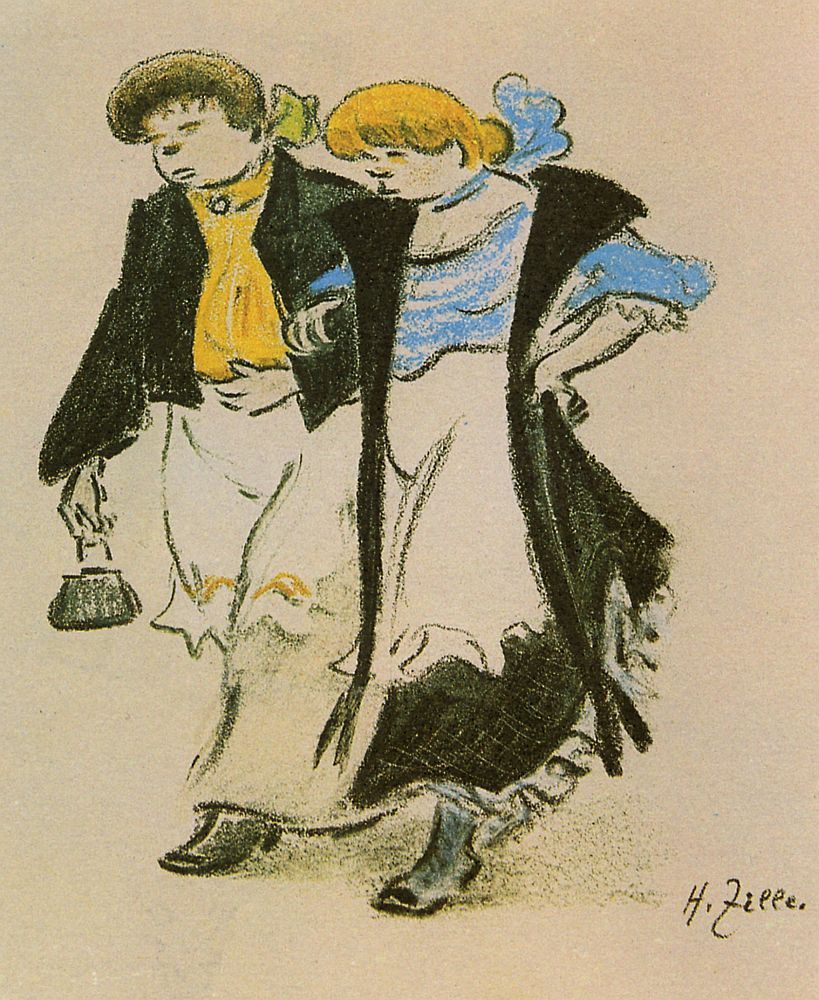
Heinrich Zille: Dienstmädchen beim Ausgang, eingehängte Arme, im Gleichschritt, Kreide

Der monetäre Lohn, den ein Dienstmädchen erhielt, hing von seinem Alter, von seiner Position innerhalb des Dienstbotenstabes und seiner Berufserfahrung ab. Die Historikerin Budde nennt folgende Gehälter:
- Eine erfahrene Kraft erhielt zu Beginn der 1870er Jahre um 180 Mark
- Um 1900 erhielten in Berlin die Hälfte der Dienstmädchen weniger als 200 Mark jährlich. In London betrug der Jahreslohn 20 Pfund, im russischen St. Petersburg dagegen zwischen 36 und 72 Rubel.

Nach Schätzung von Budde verfügte ein Dienstmädchen damit über etwa ein Dreißigstel des Einkommens seines Arbeitgebers.
Judith Flanders nennt für Großbritannien Zahlen, die sich von denen Gunilla Buddes leicht unterscheiden. Um die Mitte des 19. Jahrhunderts konnten Dienstboten mit Berufserfahrung und einem guten Zeugnis ein Jahresgehalt zwischen 16 und 60 Pfund erwarten. Anders sah es dagegen für die Kinder und Jugendlichen aus, die direkt aus dem Arbeitshaus kamen. Der präraffaellitische Maler Ford Madox Brown zahlte einem direkt aus dem Arbeitshaus übernommenen Kind gerade mal 5 Pfund pro Jahr. Charles Dickens nennt in seinem Roman Bleak House als Gehalt des Waisenmädchens Guster lediglich 2 Pfund und 10 Schilling. Jugendliche aus dem Arbeitshaus oder aus Arbeiterfamilien arbeiteten häufig genug auch nur für Kost und Logis, um sowohl die notwendigen Erfahrungen zu gewinnen als auch um ein erstes Zeugnis zu erhalten. Beides sollte sie befähigen, besser bezahlte Stellen anzunehmen.
Eine Fabrikarbeiterin, die in den 1890er-Jahren in einer Spinnerei arbeitete, verdiente um die 600 Mark und damit etwa das Dreifache eines Dienstmädchens. Das bedeutete jedoch keineswegs, dass ein Dienstmädchen materiell sehr viel schlechter gestellt war. Zur Entlohnung eines Dienstmädchens zählte auch Kost und Logis, für die eine Fabrikarbeiterin einen Großteil ihres Gehaltes aufwenden musste. Dienstmädchen konnten außerdem mit gesonderten Zuwendungen zu Weihnachten oder Geburtstagen rechnen. Sie erhielten gelegentlich auch Trinkgelder für Botengänge sowie abgelegte Kleidungsstücke ihrer Herrschaften. In der Regel machte die monetäre Entlohnung nur ein Viertel bis ein Drittel des Gehaltes eines Dienstmädchens aus. Zur Altersvorsorge wurde das Sparen angeregt. So entstand beispielsweise mit dem Segen des Berner Patriziats 1787 als erste Sparkasse der Schweiz die Dienstbotenkasse.

### Verpflegung
Entsprechend den Untersuchungen, die gegen Ende des 19. Jahrhunderts zum Dienstmädchenwesen durchgeführt wurden, war die schlechte Verpflegung der Punkt, den die Dienstmädchen am häufigsten beklagten. Die Britin Eliot James wies 1883 in ihrem Ratgeber The Servants, Their Duities to us and Ours to Them ihre Zeitgenossen darauf hin, dass für Dienstboten das deutlich schlechtere Essen, das sie im Vergleich zu ihren Arbeitgebern erhielten, häufiger Anlass für Unzufriedenheit war. Sie riet, dass auch die Dienstboten etwas von dem Fleisch erhalten sollten, das im herrschaftlichen Esszimmer serviert wurde. Dies geschah jedoch nur in den seltensten Fällen. Hannah Cullwick, die über Jahrzehnte als Dienstmädchen arbeitete und deren Tagebücher einen ungewöhnlich detaillierten Einblick in das Leben eines Dienstmädchen geben, aß erstmals im Alter von 40 Jahren Geflügelfleisch und erwiderte auf die erstaunte Frage ihres Ehemanns, dass sie als Dienstmädchen ausschließlich Knochen zu essen bekommen habe.

### Logis
In Großbritannien war es noch im 18. Jahrhundert durchaus üblich, dass Dienstboten in denselben Räumen wie Familienmitglieder ihres Arbeitgebers schliefen. Der zunehmende Wohlstand einer breiten bürgerlichen Schicht änderte dies drastisch. Das typische gutbürgerliche Haus des Viktorianischen Zeitalters Großbritanniens befand sich in einem Vorort und war mehretagig. Es sah eine strikte Trennung zwischen den einzelnen Bereichen vor und gab auf Grund seiner baulichen Struktur auch die Möglichkeit, für Dienstmädchen separate Schlafräume zu haben. Diese befanden sich entweder unter dem Dach oder in der untersten Etage in direkter Nähe zur Küche.
In Deutschland sowie in Frankreich lebten auch wohlsituierte bürgerliche Familien zentrumsnäher in Etagenwohnungen. Diese Wohnungen boten weit weniger Möglichkeiten, das für den bürgerlichen Status notwendige Dienstmädchen unterzubringen. Das nicht beheizte Mansardenzimmer war der Ausnahmefall. Häufig schlugen sie ihr Bett am Abend in der Küche, im Bad oder im Flur auf. In allen europäischen Großstädten schliefen Dienstmädchen aber auch in den Hängeböden. Dies waren kleine Gelasse, die dadurch entstanden, dass man in den hohen Wohnräumen eine zusätzliche Decke über der Speisekammer, über dem Bad oder über dem Flur einzog. Eine der treffendsten Beschreibungen eines Hängebodens ist in Theodor Fontanes Roman Der Stechlin (1899) übermittelt, der ein Dienstmädchen folgendes berichten lässt:

„Immer sind [die Hängeböden] in der Küche, mitunter dicht am Herd oder auch gerade gegenüber. Und nun steigt man auf eine Leiter und wenn man müde ist, kann man auch runterfallen. Aber meistens geht es. Und nun macht man die Tür auf und schiebt sich in das Loch hinein, ganz so wie in einen Backofen. Das is, was sie 'ne Schlafgelegenheit nennen. Und ich kann Ihnen bloß sagen: auf einem Heuboden is es besser, auch wenn Mäuse da sind. Und am schlimmsten ist es im Sommer. Draußen sind dreißig Grad, und auf dem Herd war den ganzen Tag Feuer; da is es denn, als ob man auf den Rost gelegt würde.“

## Der soziale Unterschied: Kleidung und Verhaltensregeln

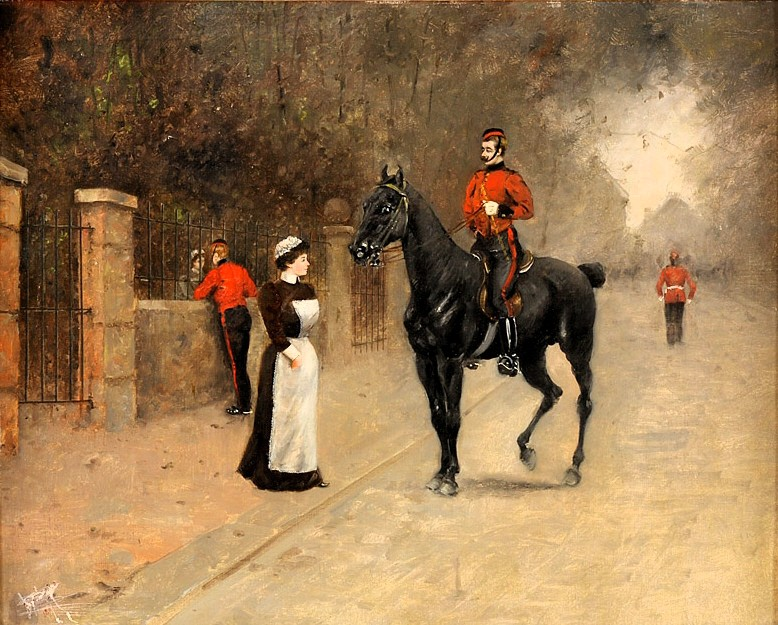
Unbekannter Maler: After Drilling, Dienstmädchen vor Pferd mit Reiter, Szene in Kensington, 19. Jahrhundert

Zu Beginn des 19. Jahrhunderts waren Uniformen für Dienstmädchen unüblich. Der Unterschied zwischen billigen und teuren Stoffen war so offensichtlich und die modischen Anforderungen an angemessene Kleidung so aufwändig, dass Dienstmädchen und Dienstherrin bereits auf Grund ihrer unterschiedlichen Kleidung unverwechselbar waren. Dies änderte sich in den 1850er und 1860er Jahren, als bedingt durch die Industrialisierung Stoffe billiger wurden und gleichzeitig aus Indien preisgünstige Baumwollstoffe auf den europäischen Markt kamen. Das britische Satire-Magazin Punch druckte immer wieder Cartoons ab, die Dienstmädchen in für ihren Stand zu eleganter Kleidung zeigten. Der Humor dieser Zeichnungen war den viktorianischen Zeitgenossen so offensichtlich, dass sie in der Regel nicht von Text kommentiert wurden.
Zunehmend wurden Uniformen gebräuchlich, um den Standesunterschied zu betonen. Viele britische Städte wiesen in der zweiten Hälfte des 19. Jahrhunderts sogenannte Servants’ Bazaars auf, die Uniformen verkauften. Das Liverpooler Warenhaus Lewis verkaufte zu Weihnachten auch fertige Geschenkpakete, die Arbeitgeber ihrem Dienstpersonal überreichen konnten. Sie enthielten unter anderem eine gestreifte Bluse sowie schwarzen Wollstoff, aus dem sich die Dienstmädchen ihre Uniform schneidern konnten. Verhaltensregeln stellten zusätzlich sicher, dass Dienstherrin und Dienstmädchen unverwechselbar waren. Dienstboten durften nicht von sich aus das Wort ergreifen, sondern mussten darauf warten, angesprochen zu werden. Sie hatten in Anwesenheit ihrer Arbeitgeber zu stehen und auf der Straße hinter ihnen zu gehen.
Selbst der Name eines Dienstmädchens konnte als unangemessen empfunden werden. Die Autoren Augustus und Henry Mayhew karikieren in ihrem satirischen Roman The Greatest Plague of Life, or, the Adventures of a Lady in Search of a good Servant (Die größte Plage im Leben oder die Abenteuer einer Lady auf Suche nach einem guten Dienstboten, erschienen 1847) das Entsetzen ihrer Hauptperson, deren Dienstmädchen den Namen Rosetta trägt. Aus Sicht der Erzählerin ist dies ein Name, der nur einer Herzogin angemessen ist. Das Dienstmädchen wird in ihrem Haushalt deswegen Susan gerufen.

## Dienstbotenhierarchien

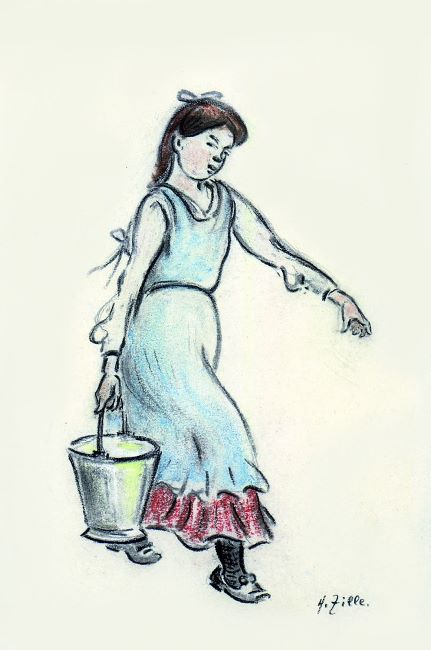
Heinrich Zille: Wasserträgerin, mit Blechkübel mit Henkel, bis 1929

Die meisten Haushalte beschäftigten nicht mehr als ein Dienstmädchen, das alle körperlich schweren Arbeiten im Haushalt ausführte. In Haushalten, die über keine oder nur unzureichende sanitären Einrichtungen besaßen, gehörte zu den regelmäßigen Aufgaben die Versorgung der Schlafzimmer mit warmem Wasser und Entsorgung der Nachttöpfe. Nicht weniger anstrengend war die Erledigung der Wäsche, die häufig ein oder zwei Tage in der Woche beanspruchte, oder das Versorgen der Öfen mit Kohle. Haushalte mit etwas höherem Einkommen stellten als zweiten Dienstboten in der Regel eine Köchin ein. Welche weiteren Dienstboten eingestellt wurden, hing von der spezifischen Situation der Familie ab. Waren kleinere Kinder im Haus, wurde in der Regel ein Kindermädchen eingestellt. In Großbritannien wurde dabei zwischen der „Nanny“ und der „Nursery Maid“ unterschieden, wobei die „Nursery Maid“ der „Nanny“ alle körperlich schweren Arbeiten abnahm. In Großbritannien setzte mit der Einrichtung des Norland Institute im Jahre 1892 eine Professionalisierung des Nanny-Berufes ein, der zunehmend den Charakter einer Erzieherin bekam. Die Ausbildung im Norland Institute orientierte sich an den Lehren Friedrich Fröbels, und die Gründerin der Einrichtung hielt ihre Absolventinnen an, dass sie ihre Mahlzeiten nicht gemeinsam mit anderen Dienstboten einnehmen sollten.
Haushalte, in denen keine kleinen Kinder aufgezogen wurden, stellten als dritten Dienstboten in der Regel ein Küchenmädchen oder Zweitmädchen ein. Kammerdiener und Kammerzofen, die direkt einer der Personen der Dienstherrschaft zugeordnet waren, waren mögliche weitere Ergänzungen der in einem Haushalt beschäftigten Personen. Von einer Kammerzofe wurden unter anderem umfangreiche Nähfähigkeiten erwartet. Sie sollte außerdem in der Lage sein, einen Hut aufzuputzen. Ratgeber aus dieser Zeit wiesen gelegentlich darauf hin, dass in solchen Dingen geschickte Kammerzofen sich durch das, was an Schneider- und Hutmacher-Rechnungen eingespart wurde, bezahlt machten. Die Beschäftigung eines Dieners oder Lakaien signalisierte einen sehr wohlhabenden Haushalt, zu dem dann häufig auch Kutscher oder Chauffeur gehörten. Der Haushälterin unterstanden alle weiblichen Dienstboten eines Hauses. In Großbritannien war es üblich, dass eine solche Haushälterin stets schwarze Seidenkleider trug, an deren Gürtel ein Schlüsselbund mit den Schlüsseln zur Speisekammer und den Schränken mit Linnen hing. Ihr übergeordnet war der Butler, der für den reibungslosen Ablauf des Haushalts verantwortlich war und dem alle männlichen Dienstboten direkt unterstellt waren. Nur in Haushalten mit einer ungewöhnlich großen Dienstbotenschar gab es einen Hausverwalter, dem auch der Butler unterstellt war.
Eine Sonderrolle in dieser Hierarchie an Dienstboten nahm die Gouvernante ein. Gouvernanten waren in Großbritannien des 19. Jahrhunderts häufig in Haushalten anzutreffen, in denen entweder Jungen im Alter zwischen fünf und acht Jahren oder Mädchen bis im Alter von etwa 14 Jahren heranwuchsen. In Frankreich und Deutschland war die Beschäftigung von Gouvernanten unter anderem auf Grund einer früheren Verschulung der Mädchenerziehung weitaus seltener und im Wesentlichen auf großbürgerliche oder adelige Familien begrenzt. In Großbritannien leitete sich das Recht einer Gouvernante auf Anleitung ihrer Zöglinge lange Zeit allein daraus ab, dass sie selbst einer gutbürgerlichen Familie entstammte und dort eine standesgemäße Erziehung genossen hatte. Sie entsprach damit in ihrem sozialen Stand dem ihres Arbeitgebers und allein ihre finanzielle Situation begründete, dass sie einer Erwerbstätigkeit nachging.

## Rechtliche Situation

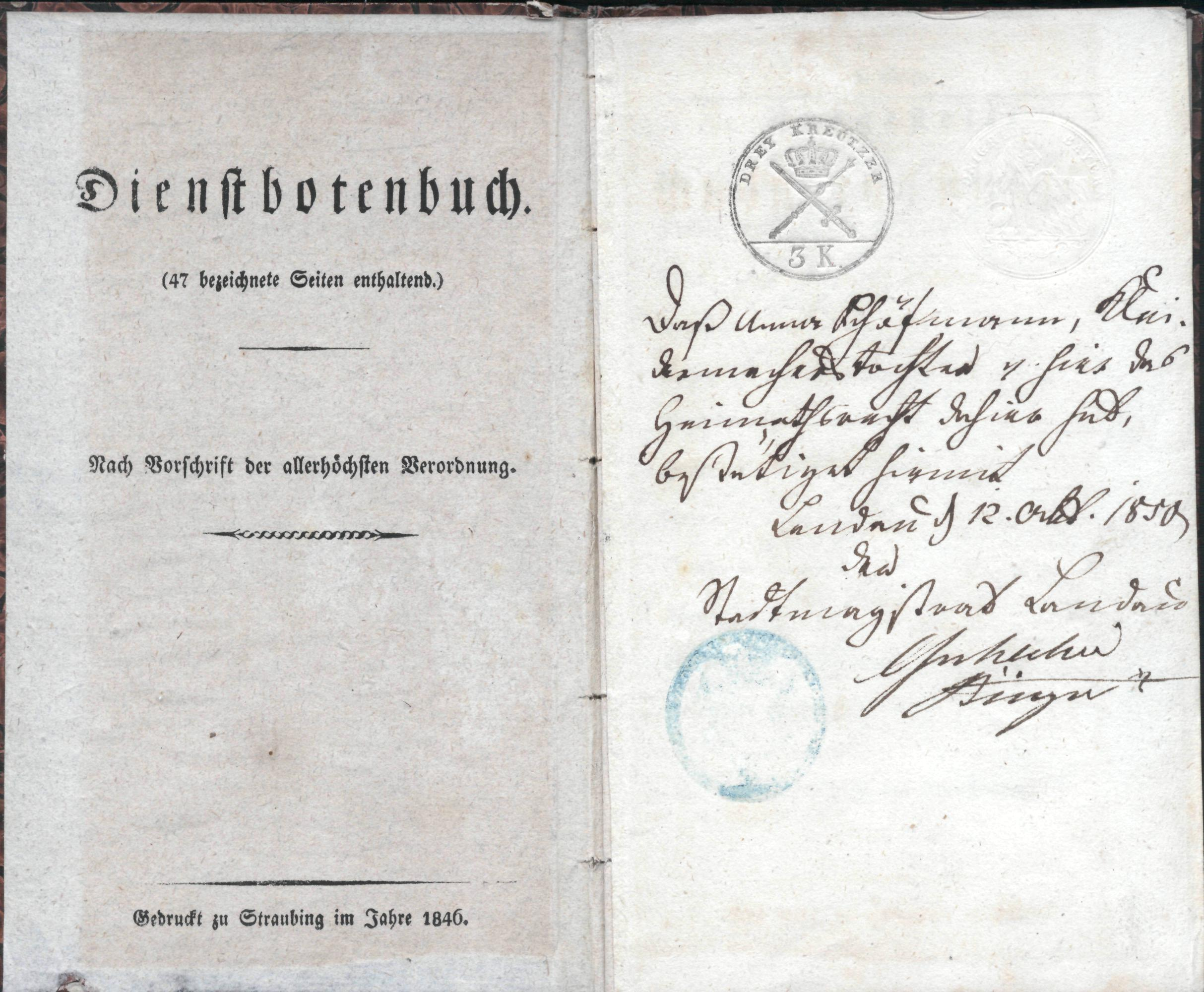
Dienstbotenbuch von Anna Schöfmann (1850–1852)

Die Historikerin Gunilla Budde weist darauf hin, dass das Dienstbotenwesen europaweit bereits im 19. Jahrhundert wegen seiner vorbürgerlichen Regelungen einen Anachronismus darstellte. Die Arbeits- und Lebensbedingungen der Dienstmädchen und insbesondere ihre rechtliche Lage und ihre Stellung im Bürgerhaushalt standen im Widerspruch dazu, dass insbesondere im aufstrebenden Bürgertum die Welt des Feudalrechts als überholt galt. Diese unbefriedigende Situation wurde bereits frühzeitig in der Öffentlichkeit diskutiert. Ein britischer Zeitungsartikel aus dem Jahre 1849 weist beispielsweise darauf hin, dass man zwar die Arbeitsbedingungen von Fabrikarbeiterinnen über Parlamentsbeschlüsse regeln könne. Ein Parlamentsbeschluss, der für Privathaushalte das Verhältnis zwischen Arbeitgeber und Dienstboten regeln könne, hielt er dagegen für nicht durchführbar.
Dienstboten unterstanden zu einer Zeit, als Hauswirtschaft und Hausherrschaft weitgehend durch Marktwirtschaft und Lohnarbeit abgelöst wurden und gleichzeitig zumindest für den männlichen Bevölkerungsteil eine staatsbürgerliche Rechtsgleichheit bestand, noch Rechtsrelikten vergangener Zeiten. So waren gemäß den deutschen Gesindeordnungen Dienstboten rechtlich eingebunden in den Haushalt ihrer Arbeitgeber, deren Anordnungen sie gemäß den Gesindeordnungen Folge zu leisten hatten. Umgekehrt war die Dienstherrschaft entsprechend diesen Gesindeordnungen verpflichtet, für das sowohl leibliche als auch sittliche Wohl des ihr untergebenen Gesindes Sorge zu tragen. Großbritannien gilt als das erste Land, das 1875 mit dem Employer and Workman Act die Rechtsungleichheit zwischen Dienstboten und Arbeitgeber aufhob und in ein modernes Arbeitnehmerverhältnis änderte. In anderen Ländern Westeuropas gab es erste Reformen der Gesindeordnungen gegen Ende der 1860er Jahre, in Deutschland dagegen hatten die Gesindeordnungen bis 1918 Bestand.
Charakteristisch für die deutschen Gesindeordnungen sind die Gesinde-Dienstbücher. Sie wurden 1846 in Preußen eingeführt und 1872 im gesamten Deutschen Kaiserreich verbindlich. Sie nannten Namen, Heimatort, Alter und äußere Kennzeichen des Dienstmädchens und wurden von den örtlichen Polizeibehörden ausgestellt. Solche Dienstbücher gaben Auskunft über die Tätigkeitsfelder des Dienstboten, wie lange sie für einen Dienstherren gearbeitet hatten, nannten die Gründe, warum der Dienst beendet wurde und sollte auch zum Aufbewahren sämtlicher Zeugnisse dienen. Dienstmädchen waren verpflichtet, bei Antritt einer neuen Stelle dieses Dienstbuch der örtlichen Polizeibehörde vorzulegen.
Während der Regentschaft Friedrichs des Großen musste eine Aufkündigung des Dienstes mit einer Ankündigungsfrist von einem Vierteljahr je nach Region auf den Michaelitag (29. September), zu Jacobi (25. Juli), auf Bartholomäi (24. August) oder auf den Johannistag (24. Juni) erfolgen. Im Fall der Abwesenheit von Herrschaft oder Dienstboten (bei letzteren nur bei dienstbedingten Abwesenheiten) war die Frist bis 8 Tage nach der Rückkehr des Abwesenden verlängert. Bei Nichteinhaltung der Frist dauerte der Dienst ein weiteres Jahr fort.

## Frankreich im 21. Jahrhundert
Die meisten Dienstboten leben mit ihrer Teilzeitarbeit in Frankreich unter der Armutsgrenze. Sie waren im Jahr 2015 zu 87,3 % Frauen. Ihr Altersdurchschnitt ist höher als jener der übrigen Erwerbsbevölkerung, häufig verfügen sie über eine Migrationsgeschichte und haben keine abgeschlossene Berufsausbildung. Ihr gewerkschaftlicher Organisierungsgrad ist gering.
Die Interessen der Haushalte, die Dienstboten beschäftigen, vertritt der Verband der privaten Arbeitgeber (Fédération des particuliers employeurs de France) (Fepem) mit rund 68.000 Mitgliedern. Dieser ist die Nachfolgeorganisation der Familienunion der Hausherren und Hausherrinnen (Union familiale des maîtres et maîtresses de maison) (UFMMM), die 1938 mit dem erklärten Ziel gegründet wurde, arbeitsrechtliche Neuerungen der Volksfrontregierung von Léon Blum zu bekämpfen. Fepem lobbyiert für die „steuerliche und soziale Situation der privaten Arbeitgeber“ und hat seit der Regierung Jacques Chirac ab 1986 etliche Steuererleichterungen für private Arbeitgeber erlangt. Im Jahr 2018 lagen die über diese Arbeitgeber abgerechneten Arbeitsstunden noch bei 54 % aller bezahlten Arbeitsstunden. Dem gegenüber stehen Schwarzarbeit und die ohne soziale Absicherung geleistete Arbeit über Internetplattformen wie Shiva, Yoopies oder Wecasa.

## Hausmädchen-Schule

Kleinanzeige mit einem Stellenangebot für eine Köchin und ein „Zweitmädchen“ für Wasch- und Bügeltätigkeiten (Köln, 1881)

Gegen Ende des 19. Jahrhunderts wurde mehrfach der Gedanke erörtert, eine Lehrzeit im Haushalt einzuführen, um so Ausbildungsprobleme zu beheben. Von Hausfrauen, Frauenvereinen und auch von kirchlicher Seite wurde eine praktische Lehrzeit befürwortet, während sie die Fortbildungsschulen nur als Ergänzung dazu ansahen. In München vermittelte die Kommission für 14- bis 15-jährige Mädchen eine zweijährige Lehrzeit im Haushalt, die wegen des zeitlich geregelten Vertragsabschlusses den Hausfrauen entgegenkam und sie vor raschem Stellenwechsel ihrer Dienstboten bewahrte. Diese Einrichtungen fanden bei den Mädchen wenig Widerhall. Die Schule des Fröbel-Oberlin-Vereins bildete Kinderfräulein, Jungfern und Hausmädchen aus. Die Kurse für Kinderfräulein und Jungfern dauerten drei und für Hausmädchen zweieinhalb Monate und kosteten 1898 zwischen 25 und 30 Mark. Der Lehrplan sah für die Ausbildung von Hausmädchen Anstands- und Höflichkeitslehre, Aneignung guter Manieren, Servieren und Tischdecken, Frisieren, Glanzplätten, Schneidern, Wäschepflege sowie Lampenputzen vor. Frauen- und Dienstbotenvereine boten gleichfalls entsprechende Kurse an, die unentgeltlich waren.
Eine Dienstmädchen-Schule mit zweijähriger Ausbildung befand sich beispielsweise in dem heute denkmalgeschützten Gebäude Waldstraße 32 im sächsischen Radebeul-Oberlößnitz.

## Bekannte Dienstboten (chronologisch)
Für männliche Berufsausüber siehe den Artikel Diener.
- Helena Demuth (1820–1890), die Haushälterin von Jenny und Karl Marx
- Dolores Ibárruri (1895–1989), in ihrer Jugend Dienstmädchen im Baskenland
- Séraphine Louis (1864–1942), Malerin der Naiven Kunst

## Dienstboten in der Popkultur
- Die britische Fernsehserie Das Haus am Eaton Place (Originaltitel: Upstairs, Downstairs) war im englischen, amerikanischen und deutschen Fernsehen sehr erfolgreich. In der von 1971 bis 1975 produzierten Serie wird das Leben der Londoner Familie Bellamy und ihrer Dienstboten zwischen 1903 und 1930 geschildert.
- Die britische Fernsehserie Downton Abbey beleuchtet verschiedene Aspekte des Lebens von Dienstboten und ihrer Dienstherren um 1920.

### Deutschland, Österreich, Schweiz
- Gunilla Budde: Das Dienstmädchen. In: Ute Frevert, Heinz-Gerhard Haupt: Der Mensch des 19. Jahrhunderts. Campus, Frankfurt am Main 1999, ISBN 3-593-36024-1.
- Gotthardt Frühsorge (Hrsg.): Gesinde im 18. Jahrhundert. Meiner, Hamburg 1995, ISBN 3-7873-0915-2.

- Claudia Harrasser: Von Dienstboten und Landarbeitern. Eine Bibliographie zu (fast) vergessenen Berufen. Studien-Verlag, Innsbruck 1996, ISBN 3-7065-1147-9.

- Heidi Müller: Dienstbare Geister. Leben und Arbeitswelt städtischer Dienstboten. Reimer, Berlin 1985, ISBN 3-496-01030-4.
- Dagmar Müller-Staats: Klagen über Dienstboten. Eine Untersuchung über Dienstboten und ihre Herrschaften. Insel, Frankfurt am Main 1987, ISBN 3-458-32383-X.

### Frankreich und Frankophonie
- Margot Beal: Des champs aux cuisines. Histoires de la domesticité en Rhône et Loire (1848–1940). END Éditions, Lyon 2019, ISBN 979-10-362-0136-3.
- Clément Carbonnier, Nathalie Morel: Le retour des domestiques. Éditions du Seuil, Paris 2018, ISBN 978-2-021-39904-2.
- Alizée Delpierre: Servir les riches. Les domestiques chez les grandes fortunes. Éditions la Découverte, Paris 2022, ISBN 978-2-348-06902-4.
- Anne Martin-Fugier: La Place des bonnes. La domesticité féminine à Paris en 1900. Éditions Grasset, Paris 1979; Neuauflage 2004, ISBN 978-2-262-02104-7.
- Jacqueline Martin-Huan: La Longue Marche des domestiques en France, du XIXe siècle à nos jours. Opéra Éditions, Haute-Goulaine 1997, ISBN 978-2-908-06865-8.
- Paul Chabot: Jean et Yvonne, domestiques en 1900. Postface de Roger-H. Guerrand, Collection « La France des profondeurs », Éditions Tema, Paris 1977, ISBN 2-7142-0049-4.
- Claude Petitfrère: L’Œil du maître. Maîtres et serviteurs, de l’époque classique au romantisme. Éditions Complexe, Brüssel 1986, ISBN 978-2-804-80106-9 (ISBN Neuauflage 2006).
- Valérie Piette: Domestiques et Servantes. Des vies sous condition : essai sur le travail domestique en Belgique au 19e siècle. Académie royale de Belgique, Brüssel 2000.

### Spanien und Hispanophonie
- Félicie Drouilleau-Gay: Secrets de familles. Parenté et emploi domestique à Bogotá (Colombie, 1950–2010). Éditions Pétra, Paris 2019, ISBN 978-2-847-43231-2.
- Sarah Pech: Être domestique à Madrid au Siècle d’Or. Servir et vivre dans la Villa y Corte (1561–1700). Thèse de doctorat en histoire, Université Paris-IV, Paris 2007.

### Großbritannien
- Lucy Delap: Knowing Their Place. Domestic Service in Twentieth-Century Britain. Oxford University Press, Oxford 2011, ISBN 978-0-198-71824-6.
- Judith Flanders: The Victorian House. Harper Perennial, London 2003, ISBN 0-00-713188-7.
- Frank E. Huggett: Life Below Stairs. Domestic Servants in England from Victorian Times. John Murray Publisher, London 1977.
- Lucy Lethbridge: Servants – A Downstairs View of Twentieth-century Britain. Bloomsbury, London 2013, ISBN 978-1-4088-3407-7.

### Osteuropa
- Sabine Hess: Globalisierte Hausarbeit: Au-pair als Migrationsstrategie von Frauen aus Osteuropa (= Geschlecht & Gesellschaft, Band 38). VS, Verlag für Sozialwissenschaft, Wiesbaden 2004, 2009, ISBN 978-3-531-15677-4 (Dissertation Uni Frankfurt am Main 2004 unter dem Titel: Au pairs als postmoderne Dienstmädchen).

### Vereinigte Staaten und Kanada
- Abigail B. Bakan, Daiva Stasiulis (editors): Not One of the Family: Foreign Domestic Workers in Canada. University of Toronto Press, Toronto 1997, ISBN 978-1-442-67794-4.
- Elizabeth Clark-Lewis: Living In, Living Out. African American Domestics in Washington D.C., 1910–1940. Smithsonian Institution Press, Washington 1994, ISBN 978-1-588-34286-7.
- David M. Katzman: Seven Days a Week. Women and Domestic Service in Industrializing America. Oxford University Press, Oxford 1978, ISBN 978-0-195-02368-8.
- Premilla Nadasen: Household Workers Unite. The Untold Story of African American Women Who Built a Movement. Beacon Press, Boston 2015, ISBN 978-080701450-9.
- Phyllis Palmer: Domesticity and Dirt. Housewives and Domestic Servants in the United States, 1920–1945. Temple University Press, Philadelphia 1989, ISBN 978-0-877-22901-8.

### Südliches Afrika
- Karen Tranberg Hansen: Distant Companions: Servants and Employers in Zambia, 1900–1985. Cornell University Press, Ithaca 1989, ISBN 978-0-801-42217-1.
- Shireen Adam Ally: From Servants to Workers. South African Domestic Workers and the Democratic State. Cornell University Press, Cornell 2010, ISBN 978-0-801-45703-6.

### Zeitdokumente
- Oskar Stillich: Die Lage der weiblichen Dienstboten in Berlin. Edelheim, Berlin / Bern 1902, DNB 363662375.

### In der Literaturwissenschaft
- Eva Eßlinger: Das Dienstmädchen, die Familie und der Sex. Zur Geschichte einer irregulären Beziehung in der europäischen Literatur. Fink, München 2013, ISBN 978-3-7705-5491-1 (Dissertation Uni München 2012).